# Майген, Иоганн Вильгельм
Иоганн Вильгельм Майген (нем. Johann Wilhelm Meigen; 3 мая 1764, Золинген, — 11 июля 1845, Штольберг (Рейнланд)) — немецкий натуралист, энтомолог, крупный специалист по Двукрылым насекомым, основоположник диптерологии, описавший главный объект генетики муху дрозофилу (Drosophila melanogaster Meigen, 1830) и малярийных комаров (Anopheles Meigen, 1818).

## Биография
Был пятым из восьми детей Иоганна Клеменса Майгена (Johann Clemens Meigen) и Зибиллы Бик (Sibylla Margaretha Bick). Не получил формального образования, но с помощью друзей семьи и самостоятельно изучал фортепиано, французский, латинский и греческий языки, историю, астрономию, каллиграфию, географию, естествознание, включая ботанику и энтомологию.
С 1796 года и до конца жизни жил в городе Штольберге. Женился в 1804 году. Он служил секретарём в различных комитетах Штольберга, который был тогда центром европейской медной промышленности, работал церковным органистом и как чертежник, готовивший топографические обзоры региона.
В 1816—1817 гг, когда Майген имел 7 детей, были трудные для него времена. Поддержку оказывали коллеги, например натуралист и энтомолог Кристиан Видеман, оплативший несколько его книг и поездок по Германии, Дании и Швеции. Когда он посетил коллегу энтомолога Вильгельма фон Винтема в Гамбурге, то прибыл туда без пальто, и Винтем настаивал, чтобы он взял что-нибудь из его одежды, поскольку все Северные немецкие почтовые дилижансы следовали с открытым верхом, и он не будет иметь никакой защиты от ненастной погоды (а Мейгену уже было тогда почти 60). Вся поездка от Штольберга до Гамбурга заняла 10 дней трудного путешествия, главным образом, пешком.
Проживая в изоляции в Штольберге, Майген, тем не менее, имел многих друзей, а среди его корреспондентов были многие ведущие энтомологи своего времени. Среди посетивших его в Штольберге были такие учёные как Иллигер, Фабриций, Маккар, Гофманзег, Видеман и Винтем.
3 мая 1845 года Майген получил докторскую степень в Боннском университете, а его день рождения отмечал весь Штольберг.
Умер 11 июля 1845 года.

## Описанные таксоны
Майген описал новые роды и виды насекомых, в том числе:
- Anopheles Meigen, 1818 — Малярийные комары
- Drosophila melanogaster Meigen, 1830
- Brachyopa Meigen, 1822
- Cheilosia Meigen — Скулатки
- Chrysogaster Meigen — Золотобрюшки
- Chrysotoxum Meigen — Журчалки-осы
- Doros Meigen, 1803
- Eumerus Meigen — Корнеедки
- Helophilus Meigen
- Mallota Meigen, 1822
- Microdon Meigen — Муравьиные журчалки
- Sericomyia Meigen — Журчалки шелковистые
- Spilomyia Meigen
- Xylota Meigen — Наствольницы

## Основные труды

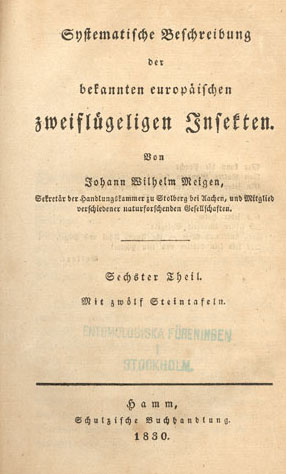
Книга Systematische Beschreibung der bekannten europäischen zweiflügeligenInsekten

Является автором монументальной 7-томной монографии по Двукрылым насекомым Европы, в которой описал и проиллюстрировал 5500 видов мух и комаров, благодаря чему считается основателем или «отцом» диптерологии.
Кроме того, в различное время им были опубликованы книга хоралов, серия астрономических карт, справочник по бабочкам, несколько ботанических книг, включая 3-томную работу по флоре Германии. Его немецкий перевод книги FÉNÉLON’S «Télémaque» стал стандартным школьным текстом.
- Meigen, J. W., 1804, Klassifikazion und Beschreibung der europäischen zweiflügeligen Insekten  Part 1 , in English, Systematic description of the known European two-winged insects. Reichard, Braunschweig [= Brunswick] (5 November)
- Meigen, J. W., 1820, Systematische Beschreibung der bekannten europäischen zweiflügeligenInsektenPart 2 °F.W. Forstmann, Aachen.(before December).
- Meigen, J. W., 1827, Systematische Beschreibung der Europäischen Schmetterlinge Aachen ; Leipzig, [1827]-1829-32.